# جون لي سميث
جون لي سميث (بالإنجليزية: John Lee Smith)‏ هو قاضي ومحامي وسياسي أمريكي، ولد في 16 مايو 1894 في تكساس في الولايات المتحدة، وتوفي في 26 سبتمبر 1963 في لوبوك في الولايات المتحدة. حزبياً، نشط في الحزب الديمقراطي. وقد انتخب عضو مجلس ولاية تكساس.